# Edebo
Edebo is een plaats in de gemeente Norrtälje in het landschap Uppland en de provincie Stockholms län in Zweden. De plaats heeft 69 inwoners (2005) en een oppervlakte van 11 hectare. Edebo wordt grotendeels omringd door landbouwgrond, ook ligt er wel wat bos in de directe omgeving van de plaats. In de plaats staat de kerk Edebo kyrka, deze kerk stamt uit de 15de eeuw en is gebouwd met stenen.

## Verkeer en vervoer
Bij de plaats loopt de Riksväg 76.